# Questionnaire de personnalité PAPI
 (janvier 2014).
Si vous disposez d'ouvrages ou d'articles de référence ou si vous connaissez des sites web de qualité traitant du thème abordé ici, merci de compléter l'article en donnant les références utiles à sa vérifiabilité et en les liant à la section « Notes et références ».

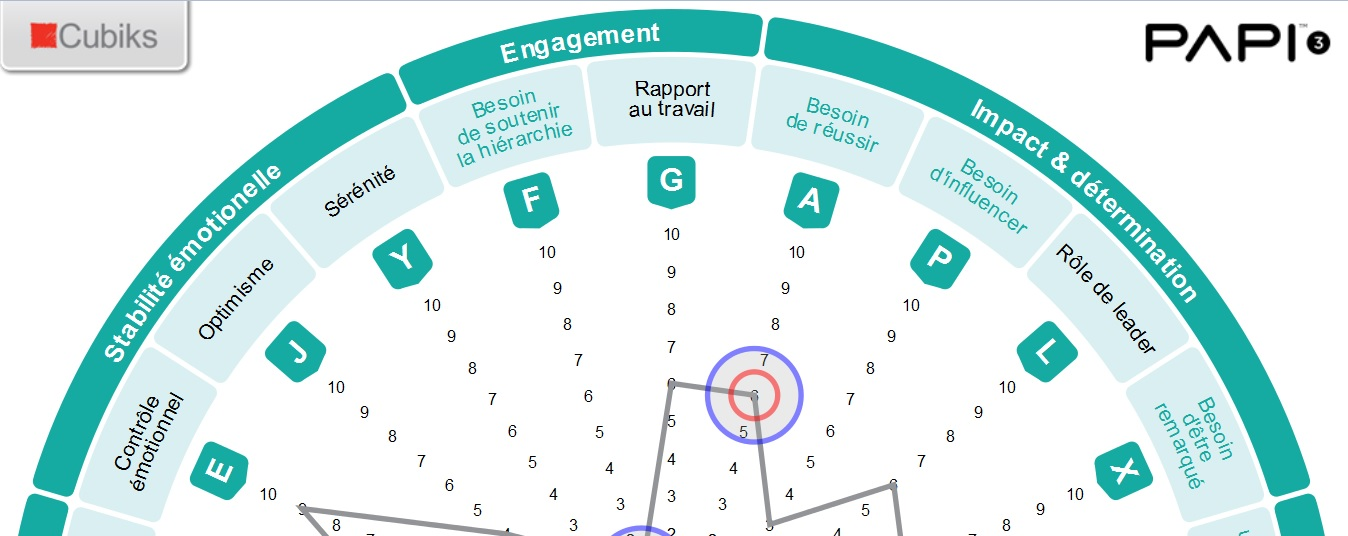
Rosace PAPI 3, extrait d'un Rapport Dynamique

Le questionnaire de personnalité PAPI (Personality and Preference Inventory, « Inventaire des Perceptions et Préférences ») fut initialement conçu au début des années 1960 par le Docteur Max Kostick, Professeur de Psychologie Industrielle au State College de Boston (en) (Massachusetts, États-Unis), et revu en 1997.
À l’époque, le PAPI fut conçu dans le but de :
- Reposer sur de solides fondements théoriques
- Être facile à administrer, réaliser et scorer
- Être accessible aux non-psychologues
- Ne pas contenir de jargon ni d’interprétation clinique
- Prendre en compte l’ensemble des traits de la personnalité au travail
- Servir d’outil de conseil et d’échange, de base de discussion.

Le PAPI est un questionnaire de personnalité spécifiquement créé pour ne prendre en compte que les préférences et les perceptions pertinentes dans la sphère professionnelle. C’est un outil utilisé dans les entreprises du monde entier, ceci s’expliquant par le modèle théorique de personnalité sur lequel il repose. Il est reconnu comme un outil valide et fiable de mesure de la personnalité par un grand nombre d’institutions internationales telles que la British Psychological Society, le Swedish Test Committee et la Charte des éditeurs d’outils d’évaluation des personnes.
Une nouvelle version du PAPI, le PAPI 3, a été lancé depuis avril 2014,.

## La troisième version du PAPI
La troisième et dernière version du PAPI (PAPI 3) est sortie en avril 2014. Cette version inclut de nombreux changements et plusieurs mises à jour, tant dans son contenu que dans ses définitions. Cubiks a tenu compte des recherches en psychologie et des pratiques en matière d’évaluation et de développement des compétences. 
Le PAPI 3 a aussi été relié au modèle de personnalité des Big Five afin de s’assurer de la couverture des cinq facteurs de ce modèle de la personnalité.
Deux nouvelles échelles ont été ajoutées au PAPI 3, notamment pour couvrir la dimension « stabilité émotionnelle » : Y (Sérénité) et J (Optimisme).
L’introduction de sous-dimensions appelées « facettes » font partie des nouveautés. Celles-ci s’appliquent à 5 échelles : 
- A (Besoin de réussir),
- W (Besoin de règles et de directives),
- S (Rôle du facilitateur),
- R (Créativité conceptuelle) et
- Y (Sérénité).

Une version PAPI 3 Commercial et Leadership a également été créée, incluant des échelles supplémentaires spécifiques qui
peuvent être utilisées lorsque l’on évalue des personnes travaillant sur des
postes ayant ces caractéristiques. Les quatre échelles supplémentaires
Commercial et Leadership sont :
- M (Meneur inspirant)
- Q (Besoin d’établir des contacts)
- U (Résilience)
- V (Persévérance)

## La rosace PAPI
Les résultats PAPI sont représentés visuellement sous la forme d’une rosace. Cette dernière possède un certain nombre de caractéristiques  : 
- Les « Facteurs », regroupant un grand groupe d’échelles, sont situés à la bordure de la rosace PAPI (par exemple, « Ouverture d’esprit »).
- Les « échelles » se situent à l’intérieur de la rosace PAPI, chacune ayant un facteur qui lui est propre (par exemple, « Besoin de changement » et « Créativité conceptuelle » pour le facteur « Ouverture d’esprit »).
- Les « Rôles » apparaissent en noir (par exemple, « Créativité conceptuelle ») tandis que les Besoins sont colorés (par exemple, « Besoin de changement »).
- Chaque échelle possède une lettre qui lui est propre (par exemple, « R » pour « Créativité conceptuelle » et « Z » pour « Besoin de changement »). Ces lettres sont utilisées dans un langage courant par des utilisateurs expérimentés du PAPI comme une formule abrégée lorsqu'on parle d'un profil.

## Introduction: le travail d’Henry Murray
Pour beaucoup, Henry Murray (1893–1988) fut le premier théoricien à être véritablement habilité au titre de « psychologue de la personnalité ». Ses travaux précurseurs sur la personnalité furent menés au sein de la Harvard Psychological Clinic en collaboration avec un groupe de chercheurs très impliqués dont les théories furent scellées dans un ouvrage de référence, Explorations in Personality (Murray, 1938).
En développant le PAPI, Kostick reconnut l’influence d’un grand nombre de théoriciens de la personnalité, tels que Murray, Schutz et Edwards. Cependant, Murray constitue très certainement la plus grande contribution aux recherches sur la personnalité, avec sa théorie de personnalité « Besoin-Pression » qui constitua la plus grande influence pour Kostick dans sa conception des bases théoriques du PAPI.

## L’importance de la théorie «Besoin-Pression» de Murray pour le PAPI
C’est parce qu’il repose sur la théorie « Besoin-Pression » de Murray que le PAPI fut conçu sous la forme d’un questionnaire mesurant les préférences (Besoins) et les perceptions (Rôles). Les échelles de rôles dans le PAPI mesurent la perception qu’un individu a de lui-même dans la sphère professionnelle dans des domaines tels que la planification ou l’attention portée au détail. Les échelles de besoins mettent en évidence les moteurs internes et intrinsèques à l’origine du comportement d’un individu tels que le besoin d’appartenir à un groupe ou de finir une tâche.
Les principales caractéristiques des échelles de besoins et rôles du PAPI sont les suivantes :

## La structure du PAPI
Le PAPI 3 possède 22 échelles, regroupées en 7 facteurs, qui comprennent chacun entre trois et cinq échelles. Parmi ces 22 échelles, 11 sont des échelles de Besoins et 11 sont des échelles de Rôles. Chaque échelle possède 6 items/questions qui lui sont propres, ce qui donne au total 132 items de personnalité. Ces items sont présentés différemment dans les versions PAPI Normatif (PAPI N) et Ipsatif (PAPI I) de l’outil. 
Cinq échelles du PAPI sont « facettées », ce qui signifie qu’elles possèdent deux
sous-dimensions (ou facettes) qui sont scorées individuellement, puis combinées
pour donner un score global à l’échelle. Chacune des facettes possède trois items
qui lui sont propres.

### Éléments clés des échelles des Besoins du PAPI
- 11 échelles de Besoin
- Les items sont énoncés comme des préférences, par exemple « J’aime tester différentes manières de faire les choses »
- Mesure des préférences d’un individu de se comporter d’une certaine manière, sur la base de ce qui s'est passé avant, c'est-à-dire une estimation de la « tendance générale »
- Ce sont des déterminants internes du comportement
- Leurs objectifs sont d’atteindre « la satisfaction des besoins » et d’éviter le « besoin de frustration »
- Les Besoins qui ne sont pas satisfaits ou qui sont canalisés de façon inappropriée peuvent entraîner des comportements dysfonctionnels
- Similaires aux Besoins de Murray dans l'Edwards Personal Preference Schedule (en)
- Largement répandus comme une mesure des traits de personnalité stable

### Échelles de besoins
- Besoin d’influencer (P)
- Besoin d’être remarqué (X)
- Besoin d’organisation (C)
- Besoin de règles et de directives (W)
- Besoin d’achever une tâche (N)
- Besoin de changement (Z)
- Besoin d’appartenir à un groupe (B)
- Besoin d’instaurer des relations étroites (O)
- Besoin d’affirmer son avis (K)
- Besoin de soutenir la hiérarchie (F)
- Besoin de réussir (A)

### Éléments clés des échelles de rôles du PAPI
- 11 échelles de rôles
- Exprimés sous forme de perceptions (exemple : « Je travaille plus vite que les autres »)
- Mesure de la perception du comportement d’un individu dans les situations professionnelles
- Moteurs externes déterminant le comportement comprenant les influences extérieures
- Comprennent les caractéristiques « situationnelles » faisant pression sur nous et nous encourageant à nous comporter de telle ou telle manière, telles que la culture d’entreprise, les exigences du poste, un style de management, etc. tout autant que les expériences en dehors de la sphère professionnelle
- Ne mesurent pas des états émotionnels transitoires – Les rôles du PAPI font référence à des comportements stables en situation professionnelle.

### Échelles de rôles
- Rôle de leader (L)
- Planification (H)
- Sens du détail (D)
- Créativité conceptuelle (R)
- Rôle du facilitateur (S)
- Aisance dans la prise de décision (I)
- Rythme d’action (T)
- Contrôle émotionnel (E)
- Optimisme (J) (ajouté au PAPI 3 – 2014)
- Sérénité (Y) (ajouté au PAPI 3 – 2014)
- Rapport au travail (G)

## PAPI-I (Ipsatif) et PAPI-N (Normatif)
Le
questionnaire de personnalité PAPI a été spécifiquement conçu pour ne prendre en compte que les préférences et les perceptions pertinentes dans la sphère professionnelle. Son utilisation requiert d’être accrédité. Une formation préalable et certifiante a ainsi pour objectif de garantir l’utilisation optimale de l’outil.
Le PAPI-I (Ipsatif) a été conçu pour explorer les motivations et les comportements des individus dans leur environnement professionnel. L’objectif est de comprendre l’individu et de hiérarchiser ses préférences et perceptions.
En raison de l’accent mis sur l’individu en tant que tel, le PAPI-I est ainsi à privilégier dans les situations d’évaluation ne nécessitant pas de formuler des jugements comparatifs et lorsque les personnes sont davantage susceptibles d’apprécier les bénéfices de la présentation honnête de leur profil, telles que la gestion des carrières, le recrutement, le développement personnel, le coaching et l’accompagnement.
Le PAPI-N (Normatif) est quant à lui conçu pour établir des comparaisons entre plusieurs individus. Le PAPI N est à privilégier dans les situations d’évaluation où il est nécessaire de formuler des jugements comparatifs entre différentes personnes. Pour cette raison, le PAPI-N est idéalement conçu pour être utilisé dans le cadre du recrutement, notamment en cas de sélection entre différents candidats pour un même poste.

## Administration du questionnaire
Pour commencer, le candidat est invité à répondre au questionnaire PAPI, généralement par une invitation envoyée par mail. Une fois le questionnaire terminé, les résultats peuvent être édités sous la forme d’une « rosace » sur laquelle les réponses du candidat ont été converties en positionnement, illustrant visuellement son profil. La particularité de la version 3 du PAPI est que cette rosace devient interactive et est consultable sur tablette.
Les résultats fournissent à l’employeur un grand nombre d’informations servant de base à la conduite d’une discussion ouverte, franche et libre avec le répondant. L’entretien de restitution est un élément clé dans le processus PAPI. La philosophie en filigrane de l’outil est qu’il est impossible de réduire un individu à des scores bruts obtenus à un questionnaire, et de considérer que l’on puisse tirer des conclusions sur une personne uniquement sur la base de telles informations. Pour le participant, l’entretien de restitution constitue une opportunité de s’expliquer et d’explorer son profil ; pour l’utilisateur, cela permet de confirmer ou d’infirmer les hypothèses faites sur la base du profil obtenu.

## Restitution
Le PAPI est à réaliser sur une plateforme d’évaluation en ligne (TalogyTech). Cette plateforme met à disposition des utilisateurs un grand nombre d’outils complémentaires tels qu’un module de conception de postes en langage PAPI, des guides d’entretiens et de nombreux rapports de restitution des résultats.

## Disponibilité linguistique
Depuis 1979, le PAPI a été traduit dans un grand nombre de langues, comprenant :
- Arabe
- Allemand
- Anglais
- Anglais (US)
- Anglais (Afrique du Sud)
- Brésilien
- Catalan
- Chinois
- Danois
- Espagnol
- Estonien
- Finlandais
- Finnois
- Français
- Gallois
- Grecque
- Groenlandais
- Hongrois
- Islandais
- Indonésien
- Italien
- Japonais
- Néerlandais
- Norvégien
- Polonais
- Portugais
- Portugais (Brésil)
- Roumain
- Russe
- Slovène
- Suédois
- Tchèque
- Thaïlandais
- Turc

## Propriétaire
En 1966, PA Consulting Group a acquis les droits d’utilisation du PAPI pour un certain nombre de pays en dehors des États-Unis et en décembre 1979, les droits internationaux de propriété intellectuelle de l’outil. Aujourd’hui, le PAPI appartient à Talogy, anciennement Cubiks Group Limited.
Précédemment, Cubiks formait le centre d’évaluation et de développement de PA Consulting Group avant de devenir la venture company de PA en janvier 2000. En juin 2007, l’équipe dirigeante et les employés de Cubiks procédèrent au rachat de la société, ce qui lui donna une totale indépendance.